# Caroebe
Caroebe is een gemeente in de Braziliaanse deelstaat Roraima. De gemeente telt 7.569 inwoners (schatting 2009).

## Aangrenzende gemeenten
De gemeente grenst aan Caracaraí, São João da Baliza, Nhamundá (AM), Urucará (AM) en Oriximiná (PA).

### Landsgrens
De gemeente grenst met als landsgrens aan de regio Upper Takutu-Upper Essequibo met het buurland Guyana.